# ヘタイラ

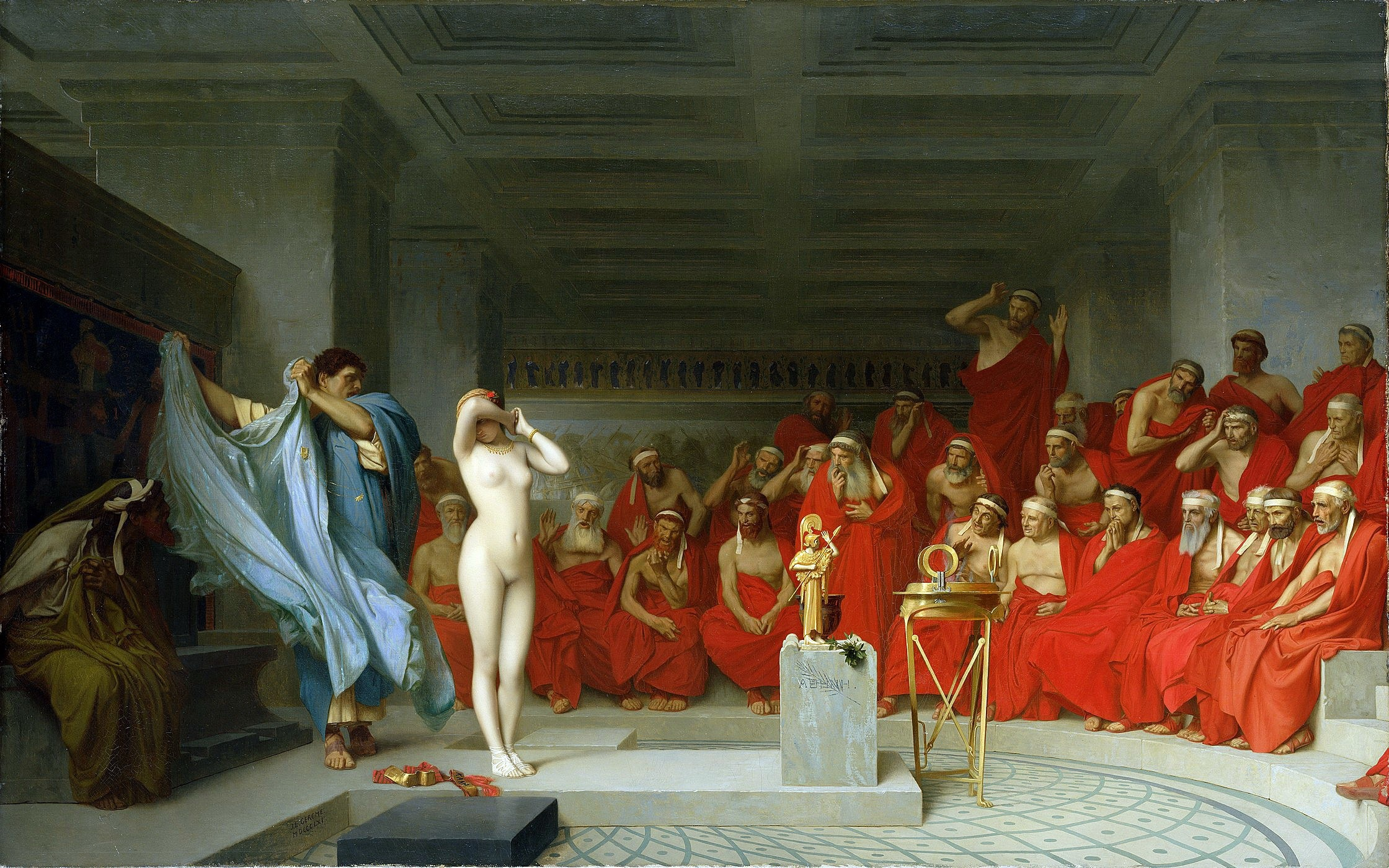
ジャン＝レオン・ジェローム画「アレオパゴス会議のフリュネ 」は、ギリシアで著名だったヘタイラのフリュネを描いたものである。伝説によれば、裁判にかけられた彼女の裸体を見た裁判官は、彼女を無罪にしたという

ヘタイラ（古代ギリシア語: ἑταίρα [he.tǎi̯.raː]「同伴者」の意、複数形 ἑταῖραι [he.tǎi̯.rai̯]）もしくはヘタエラ（ラテン語: hetaera、複数形 hetaerae）は古代ギリシアにおける売春形態の一つ、もしくはそれを生業としていた娼婦。日本では遊女と訳されることも多い。

## 概要
伝統的に、古代ギリシア研究者は ヘタイラ とその他のギリシアにおける売春形態である pornaiを区別している。例えば、ポルナイが売春宿や街路で広く客を相手にした事と比べ、ヘタイラは常に数人の男性のみ相手としていたと考えられており、また彼らとは長期的な親交を持ち、性交より交遊や教養、弁論を提供する存在だった。 しかし、近年では両者の境界線に疑問が呈されている。例えば、オックスフォード古典辞典第二版では、 "ヘタイラ" は売春婦の婉曲表現であったと記述している。こうした学説はフロリダ大学教授コンスタンティノス・カッパリスによって支持されている。彼は、アハルナエのアポロドーロスが元ヘタイラのネアイラを起訴した際に演説した、
「我らは高級娼婦を快楽の、内妻を日々の肉体への貢献の、そして正妻を正当なる後継ぎのために持ち、信頼できる護衛を以て家を守らしめる」ものであるとした著名な女子三分割制が、身分を問わずすべての娼婦を"ヘタイライ"の単語に集約しているものと考えた。
たとえ特定の身分の娼婦をヘタイラと言及していた場合でも、学識者たちは正確な境界線の設定に同意していない。ゴールドマン公共政策大学院抜群教授のレズリー・カークは、ポルナイが明確に性サービスを提供していたことと比べ、ヘタイラは「プレゼント交換」という名目でそれを行っていたと力説している。しかし、奴隷か否か、またポン引きの有無については両者ともにあり得ると主張している。一方、ハーバード大学エドモンド・J・サフライ倫理センター研究部長のジェス・マイナーは、ヘタイラはいずれも非奴隷身分であったと反論している。
イギリス学士院およびオックスフォード大学コーパス・クリスティ・カレッジ学長ケネス・ドーヴァーは、両者の客の特定性の有無に注目しており、前述のようにヘタイラを売春婦の婉曲表現としたカッパリスもドーヴァーの視点を引用し、ヘタイラが高い身分の娼婦であったと主張している。

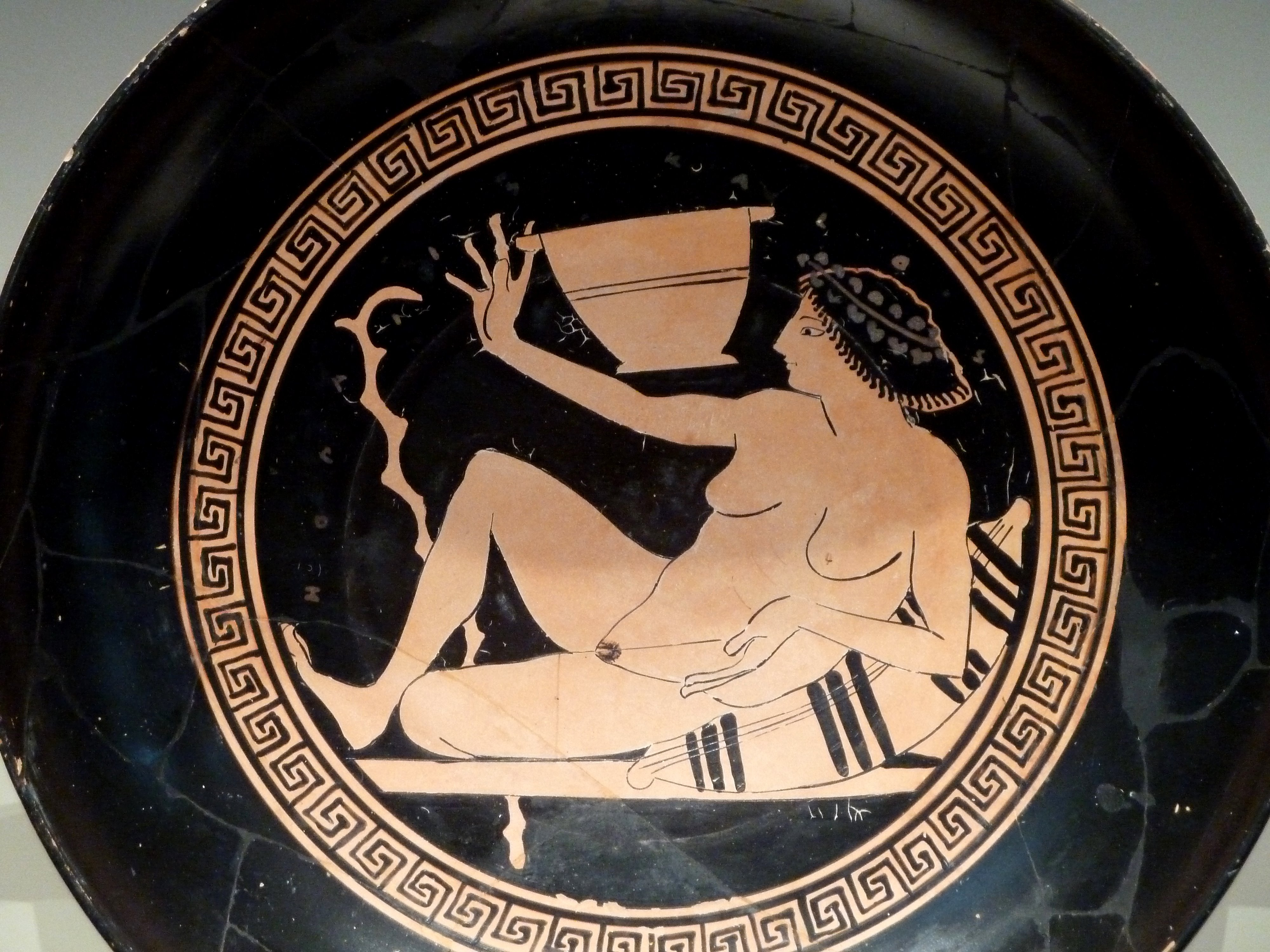
シンポシオンで行われていた酒合戦である コッタボスに興じるヘタイラを描いたキュリクス

性的サービスに加え、ヘタイライはポルナイより教養や社交性があったと考えられている。カークによれば、ヘタイラという存在はシンポシオンの産物であり、そこで男性の出席者に性的接待を行っていた。アテナイオスのDeipnosophistaiにて、ヘタイラは「お世辞と話術」、その他では特に古典文学を提供する役割を持つ、と解説されている。特に、 "機知" や "洗練性" (αστεία) という性質において一般のポルナイと一線を画した。ヘタイラの中には音楽的教養を備えた者もいた。
自由なヘタイラたちは多くの富を得、また男たちを意のままにする事が出来た。中にはペリクレスの愛妾アスパシアのように、政治に大きな影響力を持った者もいた。しかしながら、彼女たちの活躍できる期間は短く、年を取り満足に客をとれなくなると引き続き収入を確保するためには売春宿に身を落とすか、ポン引きとして働かざるを得なかった。
女性の裸を神聖なものととらえていた古代ギリシアにおいて、ヘタイラは芸術方面に広く題材として取られ、またルネッサンス以降、近代の新古典主義やロマン主義の画家や文学者たちにも広く影響を与えた。

## 著名なヘタイラ
- アスパシア
- フリュネ
- ネアイラ
- アテナイのラミア（英語版）
- ビリスティチェ（英語版）
- フィラエニス（英語版）